# Segmento inicial (matemática)

Conjunto das partes do conjunto. A seção colorida em verde é um segmento inicial

Em matemática, mais precisamente em teoria da ordem, um segmento inicial de um conjunto ordenado (X,≤) é um subconjunto S de X  tal que se  x pertence à S e se y≤x, então y pertence à S. 

## Definição
Existe mais do que uma definição aceita, mas elas mudam apenas com relação às exigências impostas à ordem do conjunto X. Por exemplo, nesta definição, exige-se que o conjunto X seja bem ordenado.
Seja {\displaystyle X} um conjunto bem ordenado. Um subconjunto {\displaystyle S\subset X} é um segmento inicial de {\displaystyle X} se satisfizer a condição
{\displaystyle \ \ \forall x\in X(x\in S\Rightarrow x^{\leftarrow }\subset S)}
onde, {\displaystyle x^{\leftarrow }=\{y\in X:y<x\}} 

Outra definição mais usual é:
Seja {\displaystyle X} um conjunto totalmente ordenado. Um subconjunto {\displaystyle S\subset X} é um segmento inicial de {\displaystyle X} se satisfizer a condição
{\displaystyle \ \ \forall x\in X(x\in S\Rightarrow x^{\leftarrow }\subset S)}
onde, {\displaystyle x^{\leftarrow }=\{y\in X:y<x\}} 

## Propriedades
- Se {\displaystyle S} é um segmento inicial de um conjunto totalmente ordenado {\displaystyle X}, então {\displaystyle S\neq X\iff \exists x\in X(S=x^{\leftarrow })}
- Se {\displaystyle X} e {\displaystyle Y} são conjuntos bem ordenados, então ou {\displaystyle X} é isomorfo a um segmento inicial de {\displaystyle Y}, ou {\displaystyle Y} é isomorfo a um segmento inicial de {\displaystyle X}. [3]

- A intersecção finita de segmentos iniciais é um segmento inicial.

| Demonstração |
| --- |
| Sejam {\displaystyle I=\{1,2,..N\}} e {\displaystyle X} um conjunto totalmente ordenado. Para todo {\displaystyle i\in I}, considere {\displaystyle S_{i}} um segmento inicial de {\displaystyle X}. Assim, se {\displaystyle y\in \bigcap _{i\in I}S_{i}}, então, {\displaystyle \forall i\in I\ \ y\in S_{i}} então, como {\displaystyle S_{i}} é um segmento inicial, {\displaystyle y^{\leftarrow }\subset S_{i}}, logo, {\displaystyle y^{\leftarrow }\subset \bigcap _{i\in I}S_{i}}, portanto, {\displaystyle \bigcap _{i\in I}S_{i}} é um segmento inicial de {\displaystyle X} |

- A união finita de segmentos iniciais é um segmento inicial.

| Demonstração |
| --- |
| Sejam {\displaystyle I=\{1,2,..N\}} e {\displaystyle X} um conjunto totalmente ordenado. Para todo {\displaystyle i\in I}, considere {\displaystyle S_{i}} um segmento inicial de {\displaystyle X}. Assim, se {\displaystyle y\in \bigcup _{i\in I}S_{i}}, então, {\displaystyle \exists k\in I} tal que {\displaystyle y\in S_{k}} então, como {\displaystyle S_{k}} é um segmento inicial, {\displaystyle y^{\leftarrow }\subset S_{k}}, logo, {\displaystyle y^{\leftarrow }\subset \cup _{i\in I}S_{i}}, portanto, {\displaystyle \cup _{i\in I}S_{i}} é um segmento inicial de {\displaystyle X} |

## Exemplos
- No caso de um conjunto totalmente ordenado, os segmentos iniciais são intervalos. Em particular, no caso do conjunto R dos números reais, os segmentos iniciais não vazios e não iguais ao prório R são os intervalos de uma das duas formas: {\displaystyle ]-\infty ,a]} ou {\displaystyle ]-\infty ,a[}.
- {\displaystyle \forall k\in \mathbb {N} ,\ k^{\leftarrow }} é um segmento inicial de {\displaystyle \mathbb {N} }.
- Um corte inferior de Dedekind em {\displaystyle \mathbb {Q^{+}} } ou, simplesmente, um  corte de Dedekind, é um segmento inicial de {\displaystyle \mathbb {Q^{+}} }, não vazio, majorado e sem máximo. [4]